# توماس كيمب
توماس كيمب (بالألمانية: Thomas Kempe)‏ هو لاعب كرة قدم ألماني في مركز الدفاع، ولد في 17 مارس 1960 في Möllen ‏ في ألمانيا. شارك مع منتخب ألمانيا تحت 21 سنة لكرة القدم ومنتخب ألمانيا الأولمبي لكرة القدم. أما مع النوادي، فقد لعب مع نادي بوخوم ونادي دويسبورغ ونادي شتوتغارت.

## وصلات خارجية
- توماس كيمب على موقع قاعدة بيانات كرة القدم.إي يو (الإنجليزية)
- توماس كيمب على موقع بيانات كرة القدم. دي إي (الألمانية)
- توماس كيمب على موقع عالم كرة القدم.نت (الإنجليزية)